# Ист Молин (Илиноис)
Ист Молин (енгл. East Moline) град је у америчкој савезној држави Илиноис. По попису становништва из 2010. у њему је живело 21.302 становника.

## Демографија
Према попису становништва из 2010. у граду је живело 21.302 становника, што је 969 (4,8%) становника више него 2000. године.
| Група             | 2000.          | 2010.          |
| Белци             | 14.979 (73,7%) | 13.686 (64,2%) |
| Афроамериканци    | 1.493 (7,3%)   | 2.730 (12,8%)  |
| Азијати           | 458 (2,3%)     | 433 (2,0%)     |
| Хиспаноамериканци | 3.081 (15,2%)  | 4.050 (19,0%)  |
| Укупно            | 20.333         | 21.302         |